# Helianthus microcephalus
Helianthus microcephalus — вид квіткових рослин з родини айстрових (Asteraceae).

## Біоморфологічна характеристика
Це багаторічник 20–200 см. Стебла прямовисні, голі. Листки стеблові; протилежні чи чергуються; листкові ніжки 0.3–3 см; листкові пластинки (зеленуваті, принаймні абаксіально) ланцетні, 7.2–15.5 × 1.3–4 см, абаксіально (низ) запушені й густо-залозисті; краї цілі чи зубчасті. Квіткових голів (1)3–15+. Променеві квітки 5–8; пластинки 10–14 мм. Дискові квітки 15–22; віночки 4–5.5 мм, частки жовті; пиляки темні. Ципсели 3.5–4.2 мм, голі. 2n = 34. Цвітіння: пізнє літо — осінь.

## Умови зростання
США (Алабама, Арканзас, Коннектикут, Округ Колумбія, Флорида, Джорджія, Іллінойс, Індіана, Айова, Кентуккі, Луїзіана, Мічиган, Міннесота, Міссісіпі, Нью-Джерсі, Північна Кароліна, Огайо, Пенсильванія, Південна Кароліна, Теннессі, Вірджинія, Західна Вірджинія). Населяє відкриті ліси, затінені узбіччя; 10–900 метрів.

## Значущість
Це рослина-господар для метеликів Vanessa virginiensis, Vanessa cardui (сонцевик будяковий) та Celastrina ladon. Це також личинкова рослина-господар для Chlosyne nycteis.